# Bathornithidae
Bathornithidae — вимерла родина каріамоподібних птахів, що існувала в Північній Америці з пізнього еоцену по ранній міоцен (37 — 20 млн років тому).

## Опис
Це були наземні нелітаючі птахи значних розмірів. Можливо, Paracrax був здатний до певного польоту. Деякі види сягали до 2 м заввишки.

## Роди
- †Bathornis
- †Neocathartes
- ?†Eutreptornis
- ?†Paracrax